# Jean Tulard
Pour les articles homonymes, voir Tulard.
Jean Tulard, né le 22 décembre 1933 à Paris, est un universitaire et historien français. Considéré comme l’un des meilleurs spécialistes de Napoléon Ier et de l'époque napoléonienne (Directoire, Consulat et Premier Empire), il est surnommé par ses pairs « le maître des études napoléoniennes »,.
Il s'est également beaucoup intéressé à l'histoire du cinéma. Il est devenu professeur à la Sorbonne et à Sciences Po ainsi que membre de l'Institut,,. Il est membre de l'Académie des sciences morales et politiques depuis 1994.

## Biographie

### Jeunesse et études
Jean Tulard est le fils d'André Tulard, ancien sous-directeur de la police générale au sein de la Préfecture de Police à Paris, connu pour avoir créé sur l'ordre du gouvernement de Vichy un ensemble de fichiers des Juifs de l'ancien département de la Seine, dont l'un d'eux servira pour organiser la rafle du Vélodrome d'Hiver. Jean Tulard étudie à l'École normale supérieure de la rue d'Ulm, sans toutefois en être diplômé. 
Reçu major à l'agrégation d'histoire (1958), il est docteur ès lettres (1976), avec une thèse consacrée à "Paris et son administration, 1800-1830", dirigée par Michel Fleury. 

### Parcours professionnel
Il devient pensionnaire de la Fondation Thiers, de 1961 à 1964, avant d'être attaché de recherche au Centre national de la recherche scientifique (CNRS). Directeur d'études à l'École pratique des hautes études en 1965, il est nommé, en 1981, professeur à l'Université Paris-Sorbonne et à l'Institut d'études politiques. Jean Tulard a été président de la Société de l'histoire de Paris et de l'Île-de-France, de 1973 à 1977, et président, de 1974 à 1999, de l'Institut Napoléon.
Président de la Société de l'histoire de Paris et de l'Île-de-France (1973-1977), il est également président (1974-1999) puis président d'honneur (depuis 1999) de l'Institut Napoléon, membre du conseil d'administration de la Cinémathèque française (depuis 2004),.
Membre du conseil d'administration de la Cinémathèque française, du comité pour l'histoire préfectorale (2012-2018), il a été consultant historique pour le téléfilm Valmy (1968), de Jean Chérasse et Abel Gance, et pour La Révolution française (1989), de Robert Enrico et Richard T. Heffron. Président honoraire de l'Institut Napoléon, il préside depuis 2012 le conseil scientifique du Figaro Histoire.
Membre du centre vendéen de recherches historiques, il est également membre de l'Académie des sciences morales et politiques depuis le 16 mai 1994, élu à la section histoire et géographie au fauteuil de Roland Mousnier. Il a été président de cette académie en 2005,.

### Pourquoi l'Empire?
Ayant ses entrées à la préfecture de Police de Paris et ses archives, ses parents l'ont encouragé à préparer sa thèse de doctorat sur l'histoire de l'Administration à Paris (Paris et son administration, 1800-1830).
Il se destinait à étudier à la faculté de droit et devenir juge d'instruction. Un problème d'inscription l'a fait changer de voie. Après sa thèse, qui couvrait la période de l'Empire, devenu enseignant à la Sorbonne dès 1967, il entreprend de se consacrer aux études napoléoniennes.
En 1967, Michel Fleury cherchait à créer une nouvelle direction d'études à l'École pratique des hautes études, à la Sorbonne, qui soit consacrée aux études napoléoniennes. Jean Tulard a été élu à cette chaire, qu'il a conservée pendant trente-cinq ans, parallèlement à son enseignement à Paris-IV et à Sciences-Po.
Jean Tulard a profondément renouvelé l'histoire napoléonienne par son apport sur différents thèmes d'études. A rebours de l'approche de l'école des Annales, qui privilégie le temps long aux dépens de "l'histoire-bataille", Jean Tulard a intégré de nouveaux champs d'étude, sur l'histoire de l'administration, la consolidation des élites nées de la Révolution française, les "notables", la propagande napoléonienne et les résistances à l'Empire (son premier ouvrage sur la période porte sur la légende noire de Napoléon, "L'Anti-Napoléon, la légende noire de l'Empereur", réédité (2013) par Folio-Histoire). La synthèse de ses travaux fait l'objet de la biographie consacrée à Napoléon (1977), où il porte un regard universitaire et critique sur le Consulat et le Premier Empire.

### Activités cinématographiques
Jean Tulard participe en tant que « consultant historique » au téléfilm Valmy, réalisé par Jean Chérasse et Abel Gance et diffusé, pour la première fois, en 1967. D'une durée totale de 208 minutes, cette œuvre est divisée en trois parties : 1. Chute de la royauté, 2. Chronique de l'été 1792, 3. Bataille et naissance de la République.
En 1989, il est le « conseiller historique » pour le film La Révolution française, réalisé par Robert Enrico et Richard T. Heffron, dans une coproduction réunissant des capitaux français, italiens, allemands, canadiens et britanniques. Ce film, selon les versions, dure de 180 à 360 minutes.
Jean Tulard est membre du Comité de parrainage de l'Institut régional du cinéma et de l'audiovisuel de Corse présidé par le réalisateur Magà Ettori (depuis 2009).

### Littérature
Jean Tulard est membre du jury du prix des Hussards, créé par Christian Millau.
Il a également préfacé en 2000 un des deux catalogues de la vente des <<Mémoires de l'époque napoléonienne>> du baron Charles d'Huart, bibliophile et romancier belge.

### Vie privée
Son père est André Tulard, ancien sous-directeur de la police générale au sein de la Préfecture de Police entre 1940 et 1943, dont un des services a établi le tristement célèbre « fichier juif », à partir des fiches collectées depuis les renseignements fournis par les juifs convoqués dans les commissariats de police de l'ancien département de la Seine.
Jean (Claude, Fernand) Tulard passe son enfance à Albi et se passionne pour le cinéma. Sa mère est d'abord institutrice puis conservatrice des archives du Musée de la préfecture de police.
Marié à Marie-Josée Fagnot, Jean Tulard a trois enfants : Jacques, Pierre et Florence.

## Publications
- 1962 : Histoire de la Crète.
- 1964 : L'Anti-Napoléon, la légende noire de l'Empereur.
- 1964 : La Préfecture de Police sous la monarchie de Juillet.
- 1965 : Alexander von Humboldt, L'Amérique espagnole en 1800 (édition critique).
- 1968 : Première édition critique des Œuvres littéraires et écrits militaires de Napoléon, 3 volumes.
- 1970 : Nouvelle Histoire de Paris : le Consulat et l'Empire.
- 1971 : Bibliographie critique des Mémoires sur le Consulat et l'Empire.
- 1971 : Le Mythe de Napoléon.
- 1973 : Atlas administratif de l'Empire français.
- 1973 : Lettres inédites de Cambacérès à Napoléon (édition critique).
- 1976 : Paris et son administration (1800-1830).
- 1978 : La Vie quotidienne des Français sous Napoléon.
- 1978 : Napoléon ou le mythe du sauveur - voir sa fiche.
- 1979 : Napoléon et la noblesse d'Empire.
- 1981 : Napoléon à Sainte-Hélène.
- 1982 : Dictionnaire du cinéma. Tome I : Les Réalisateurs (réédition 1996-1997).
- 1982 : Le Grand Empire - rééd. 2009.
- 1983 : Murat.
- 1985 : Dictionnaire du cinéma. Tome II : Acteurs, producteurs, scénaristes, techniciens (réédition 1996-1997).
- 1985 : les Révolutions.
- 1985 : Joseph Fiévée, conseiller secret de Napoléon.
- 1987 : Histoire et dictionnaire de la Révolution française 1789-1799 (en collaboration)- voir sa fiche.
- 1988 : Dictionnaire Napoléon (sous la direction de J. T.).
- 1989 : Nouvelle Histoire de Paris : la Révolution.
- 1990 : La Contre-Révolution (sous la direction de J. T.).  (ISBN 2-262-00609-1)
- 1990 : Guide des films (sous la direction de J. T.).  (ISBN 2-221-90054-5)
- 1990 : Almanach de Paris (sous la direction de J. T.).  (ISBN 2-85229-702-7)
- 1990 : Les Écoles historiques (en collaboration).  (ISBN 2-13-042835-5)
- 1991 : Le Directoire et le Consulat.  (ISBN 2-13-043980-2)
- 1991 : Le Métier d'historien (en collaboration).  (ISBN 2-13-044024-X)
- 1991 : Jean Tulard (dir.), Alfred Fierro (collaborateur) et Jean-Marc Leri (collaborateur), L'histoire de Napoléon par la peinture, Paris, Belfond, 1991, 317 p. (ISBN 2-7144-2693-X, BNF 35419262), prix Paul-Marmottan 1991.
- 1992 : Napoléon II (17e prix Fondation Pierre-Lafue 1993).  (ISBN 2-213-02966-0)
- 1993 : Procès-verbal de la cérémonie du sacre et du couronnement de Napoléon signé par Louis-Philippe de Ségur. (Présentation et notes)  (ISBN 2-11-081287-7)
- 1993 : Napoléon : jeudi 12 octobre 1809, le jour où Napoléon faillit être assassiné.
- 1993 : Itinéraire de Napoléon au jour le jour (en collaboration).
- 1994 : La Petite Histoire de France (en collaboration).
- 1994 : Le Marché de l'histoire (en collaboration).  (ISBN 2-13-046169-7)
- 1995 : La France de la Révolution et de l'Empire.  (ISBN 2-13-054191-7)
- 1995 : Dictionnaire du Second Empire (sous la direction de J. T.).  (ISBN 2-213-59281-0)
- 1995 : Histoire et dictionnaire du Consulat et de l'Empire (en collaboration) - voir sa fiche.  (ISBN 978-2-221-11421-6)
- 1995 : La Morale de l'histoire (en collaboration).
- 1996 : Mémoires de Talleyrand (présentation et notes).  (ISBN 2-7433-0172-4)
- 1996 : Le Temps des passions : espérances, tragédies et mythes sous la Révolution et l'Empire (en collaboration).
- 1997 : Napoléon : le pouvoir, la nation, la légende.
- 1997 : Jeanne d'Arc, Napoléon, le paradoxe du biographe (en collaboration).
- 1998 : Joseph Fouché.  (ISBN 2-213-59991-2)
- 1999 : Le 18-Brumaire. Comment terminer une révolution.  (ISBN 2-262-01221-0)
- 2004 Il a collaboré au Dictionnaire biographique des membres du Conseil d'Etat (1799-2002), avec Roland Drago, Jean Imbert, membres de l'Institut, et François Monnier, etc., Librairie Arthème Fayard,  (ISBN 2-213-60693-5)
- 2005 : Dictionnaire du roman policier, 1841-2005 : auteurs, personnages, œuvres, thèmes, collections, éditeurs (Fayard).  (ISBN 2-213-62590-5)
- 2005 : Histoire et dictionnaire de la Police, Robert Laffont. Avec Michel Aubouin et Arnaud Teyssier.
- 2005 : Les Thermidoriens (Fayard).  (ISBN 978-2-213-62012-1)
- 2006 : Napoléon - Les grands moments d'un destin.  (ISBN 978-2-8185-0308-9)
- 2008 : Les Pieds Nickelés de Forton (Armand Colin), coll. « Une œuvre, une histoire »  (ISBN 978-2-200-35055-0).
- 2009 : Dictionnaire amoureux du cinéma  (ISBN 978-2-259-20831-4)
- 2009 : Alexandre Dumas (PUF),  (ISBN 978-2-35764-005-4).
- 2011 : Talleyrand ou la douceur de vivre, Bibliothèque des Introuvables, Paris  (ISBN 978-2-84575-343-3).
- 2012 : Détective de l'histoire, Éditions Écritures
- 2012 : Dictionnaire amoureux de Napoléon, Plon
- 2012 : La Berline de Napoléon Albin Michel
- 2012 : Le Pouvoir du Mal, les méchants dans l'Histoire Éditions SPM
- 2012 : Napoléon chef de guerre, Tallandier  (ISBN 978-2847349924).
- 2013 : Quand Laurel rencontra Hardy, éditions SPM, Paris,  (ISBN 978-2-917232-15-6).
- 2014 : La Police parisienne - Entre deux révolutions (1830-1848), éditions du CNRS, collection Biblis, Paris, 194 pages,  (ISBN 978-2-271-07994-7).
- 2014 : Napoléon et quarante millions de sujets - La centralisation et le Premier Empire (avec Marie-José Tulard), Tallandier,  (ISBN 979-1021001473).
- 2015 : Le Monde selon Napoléon, Tallandier
- 2016 : Rossini sous Napoléon, éditions SPM,  (ISBN 978-2-917-232-49-1).
- 2016 : Les historiens de Napoléon, éditions SPM,  (ISBN 978-2-917-232-36-1).
- 2017 : Le Monde du crime sous Napoléon, La Librairie Vuibert  (ISBN 978-2-311-10202-4).
- 2018 : Le Nouveau Guide des films (tome V), dir., Bouquins, 928 p.
- 2019 : Tyrans, assassins et conspirateurs éditions SPM,  (ISBN 978-2-917-232-94-1).
- 2019 : De Napoléon et quelques autres sujets, Tallandier,  (ISBN 979-10-210-3798-4).
- 2019 : Le Musée du crime - Chroniques du 36 quai des Orfèvres (avec Hélène Tulard), Maisonneuve et Larose (nouvelles éditions), Hémisphères (éditions),  (ISBN 9-782377-010387).
- 2020 : L'Europe au temps de Napoléon (dir.), Cerf.
- 2021 : Marengo ou l'étrange victoire de Bonaparte, Buchet/Chastel,
- 2021 : Talleyrand. De la douceur de vivre à la légende noire, éditions SPM,  (ISBN 978-2-37999-074-8).
- 2023 : L'Empire de l'argent. S'enrichir sous Napoléon, Tallandier,  (ISBN 979-10-210-5821-7).
- 2024 : Napoléon à table, éditions SPM,  (ISBN 978-2-37999-119-6).
- 2025 : Napoléon. Vérités et légendes, Perrin,  (ISBN 978-2-262-10661-4).

## Filmographie
- Nos salles obscures (2012), documentaire de 52 min réalisé par Nicolas Lévy-Beff et écrit par Jean-Yves Le Naour- Histoire / Kilaohm Productions[15].

## Distinctions

### Décorations
- Commandeur de la Légion d'honneur (2010)[16] ; officier (2003)[17] ; chevalier (1994)[18].
- Grand officier de l'ordre national du Mérite (promu directement grand officier sans passer par le grade de commandeur, 2021)[19] ; officier (1998)[20] ; chevalier (1977).
- Chevalier de l'ordre des Palmes académiques[9],[12].
- Commandeur de l'ordre des Arts et des Lettres (2001)[21] ; officier (1994)[22] ; chevalier (1981)[23].
- Médaille commémorative des opérations de sécurité et de maintien de l'ordre[réf. nécessaire].

### Prix
- Grand prix Gobert de l'Académie française (1971).
- Prix Berger de l'Académie des inscriptions et belles-lettres (1973).
- Prix Georges-Mauguin de l'Académie des sciences morales et politiques (1973).
- Grand prix national de l'Histoire (1977).
- Prix du Mémorial, grand prix littéraire d'Ajaccio (1981) - pour l'ensemble de son œuvre .
- Prix Marmottan de l'Académie des beaux-arts (1992).
- Prix Pierre-Lafue (1993).
- Prix Richelieu (1993).
- Prix Simone-Genevois (1998).
- Prix de l'Union (2001).
- Prix des Ambassadeurs (2007).